# Tylene Buck
Tylene Buck (Sacramento, 7 marzo 1972) è un'ex attrice pornografica ed ex wrestler statunitense, valletta della World Championship Wrestling (WCW), nota con il ring name Major Gunns.

## Biografia

### World Championship Wrestling
Ebbe una breve carriera nel mondo del wrestling. Nel 1999, infatti, entrò a far parte della WCW, come valletta del nWo 2000. Contemporaneamente a questa attività, continuò a fare la modella. Lasciò presto la stable per diventare un'intervistatrice nel backstage, ma non ricoprì neanche questo ruolo a lungo. Con il nome Major Gunns, infatti, entrò a far parte dei Misfits In Action, alleanza capeggiata da General E. Rection. Ebbe dei feud con la vallette del Filthy Animals, Tygress, e con Miss Hancock. Affrontò e batté quest'ultima al pay-per-view New Blood Rising.
Il 12 novembre 2000 lasciò i Misfits In Action per entrare a far parte del Team Canada, tradendo General E. Rection e costandogli il WCW United States Championship, che andò a Lance Storm. Lasciò la WCW a febbraio 2001, prima che la federazione fosse acquistata dalla World Wrestling Federation.

### Xtreme Pro Wrestling
Dopo il rilascio, si accordò con la Xtreme Pro Wrestling (XPW). Qui, fu la valletta di The Sandman ed ebbe un feud con Lizzy Borden.

### Dopo il wrestling
Nel 2004, fu inclusa nel documentario 101 Reasons Not to Be a Pro-Wrestler. A dicembre 2005, lasciò il mondo del wrestling e diventò un'attrice pornografica lesbica, lavorando per la Lighthouse Talent Agency di Seymore Butts.

## Personaggio

### Mosse finali
- Locked, Cocked and Unloaded (low blow)[1]

### Wrestler assistiti
- nWo 2000[1]
- Misfits In Action[1]
- Team Canada[1]
- The Sandman[1]

## Filmografia pornografica
- Armed And Dangerous (Peach) 2004
- Country Girls 2 (Peach) 2005
- Import Skin (Peach) 2005
- Stacked (Peach) 2005
- Ass Good Ass It Gets (Seymore Butts) 2006
- Asshunt (Seymore Butts) 2006
- Bad Girls Of Peach (Peach) 2006
- Busted (IV) (Peach) 2006
- Cash And Carey (Legend Video) 2006
- Cute 'n Curious (Peach) 2006
- Diary Of A MILF 1023 (naughtyamerica.com) 2006
- House Sitter (Wicked Pictures) 2006
- It Takes Two (Peach) 2006
- Lustique (Platinum Blue Productions) 2006
- Peach Obsession: Breanne (Peach) 2006
- Pussy Party 14 (Pure Play Media) 2006
- All Star Party Poopers (Seymore Butts) 2007
- Bad Girls Of Peach 2 (Peach) 2007
- Blondes On Parade (Peach) 2007
- Diary of a MILF 5 (Pure Play Media) 2007
- Saturday Night Beaver (Wicked Pictures) 2007
- Chopper Chicks (Peach) 2008
- Director's Cut (Peach) 2008
- Eye Candy (Peach) 2008
- Girl Crush (Peach) 2008
- Peach Girls Diaries (Peach) 2008
- Blonde Lesbians (Wicked Pictures) 2013
- Everybody Loves Ass (Rosebud) 2018
- Toy Friends 2 (Jizz Center) 2018